# 안드레아 그리티
안드레아 그리티(Andrea Gritti, 1455년 ~ 1538년 12월)은 베네치아 공화국의 제77대 도제(재임 : 1523년 ~ 1538년)이다.

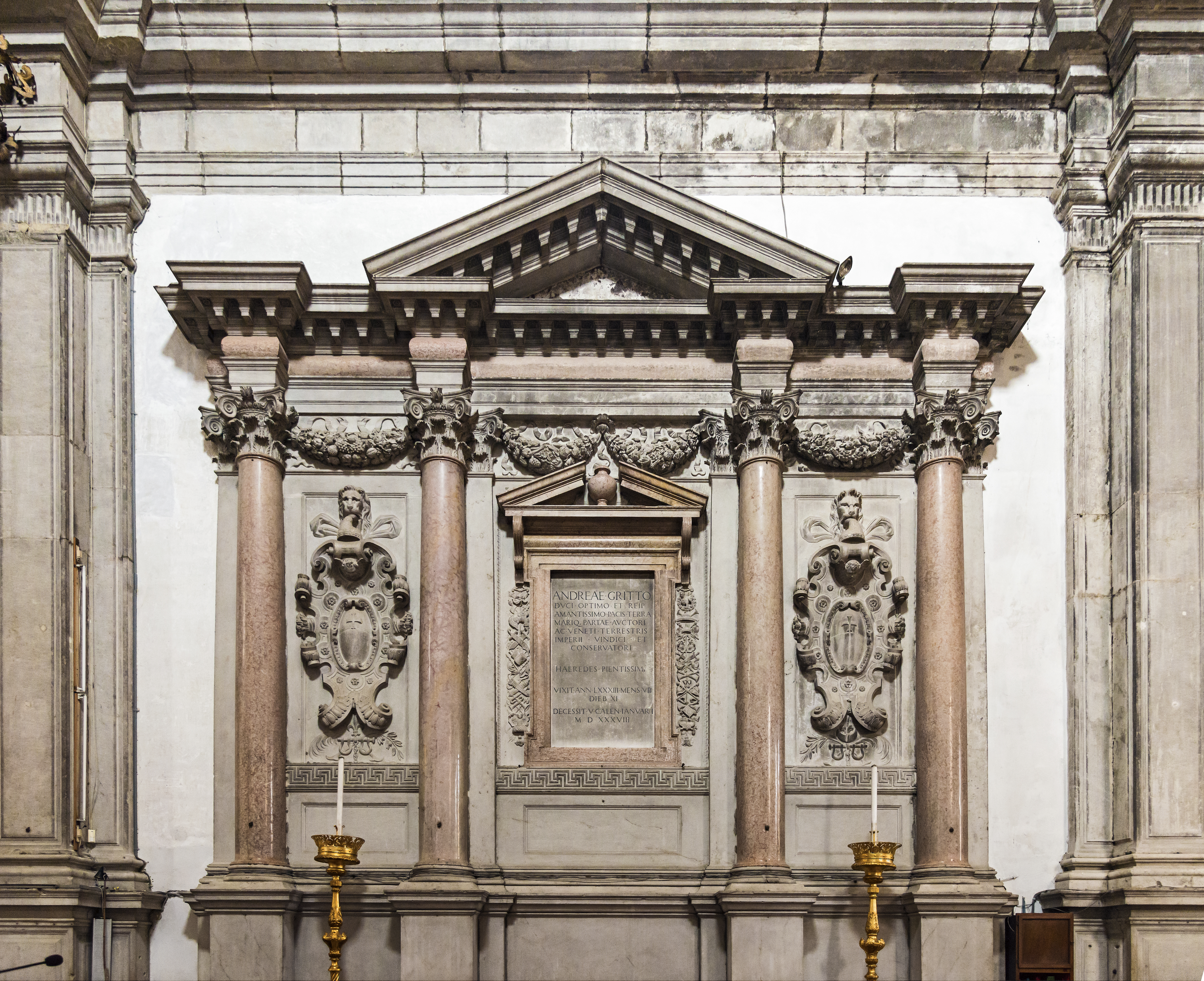
안드레아 그리티의 무덤, 베네치아

베로나 근교의 바르돌리노에서 태어났다. 그는 곡물 상인으로서 젊은 무렵부터 콘스탄티노플에 살아, 사들인 물건을 베네치아에 수출하고 있었다. 1490년대 말에 그는 튀르크 함대의 움직임에 대한 것을 베네치아에 암호화된 정보를 보내기 위해 그의 상용문을 사용했다. 1499년에 그는 간첩 행위로 투옥되었지만, 친분이 있던 고관(비지에르) 때문에 사형은 면했고 몇년 뒤에 석방되었다.
16세기 초 베네치아는 이탈리아 본토의 영토를 대부분 상실했는데, 그리티는 이 상실과 관련된 중요한 인물이였고 마침내 상실 이전의 상태로 되돌려 놓았다. 1509년에 아냐델로 전투에서 베네치아가 패배한 후, 그리티는 트레비소에 있던 베네치아 군의 프로베디토레로 임명되었고, 침략자들에 맞선 반란을 지원하라는 10인 위원회의 명령을 받아 그는 파도바를 베네치아에게 돌려내는데 성공시켜냈으며, 그 후에는 신성 로마 제국 황제를 상대로 방어전에 착수한다. 1510년 니콜로 디 피틸리아노의 죽음으로 그는 베네치아군의 통수권을 갖게 됐지만 프랑스의 진군에 의해 베네치아의 항복을 강요받았다. 캉브레 동맹 전쟁과 그후에 벌어진 신성 동맹 전쟁이 끝날때까지 프로베디토레 직을 계속 수행했다. 1512년, 그는 프랑수아 1세와의 협상을 이끌며, 베네치아가 신성 동맹을 떠나 프랑스와 동맹을 맺는 결과를 내었다.
1523년 도제로 선출된 그리티는 카를 5세와 이탈리아 전쟁에서 베네치아의 활동을 종료하는 조약을 체결하였다. 그는 카를과 프랑수아 사이의 지속적인 분쟁에서 공화국의 중립을 유지, 헝가리내 오스만 제국의 진격에 대한 그들의 관심을 돌려보려고 노력했다. 그러나 그는 베네치아를 새로운 전쟁으로 끌어들인 1537년 쉴레이만 1세의 코르푸 침략을 예방하지는 못 했다. 그의 도제부인은 베네데타(Benedetta) 벤드라민이었다.
그리티는 1538년 12월에 사망했다.

## 대중 문화에서
- 안드레아 그리티는 컴퓨터 전략 게임 유로파 유니버설리스 4의 로딩 화면에 가끔식 나타난다.

## 같이 보기
- 베네치아 공화국의 도제 목록

## 참고 자료
- Finlay, Robert, "Fabius Maximus in Venice: Doge Andrea Gritti, the War of Cambrai, and the Rise of Habsburg Hegemony, 1509-1530," Renaissance Quarterly 53:988–1031, Winter 2000.
- Norwich, John Julius (1989). A History of Venice. New York: Vintage Books. ISBN 0-679-72197-5.

| 전임 안토니오 그리마니 | 제77대 베네치아 공화국의 도제 1523년 ~ 1538년 | 후임 피에트로 란도 |